# یاروسلاف سوکوپ
یاروسلاف سوکوپ (چکی: Jaroslav Soukup؛ زادهٔ ۱۲ ژوئیهٔ ۱۹۸۲) ورزشکار دوگانه اهل جمهوری چک است.